# Knud Andersen (ciclista)
Knud Andersen (Copenhaguen, 5 de gener de 1922 - Rudbjerg, Comtat de Storstrøm, 14 de novembre de 1997) va ser un ciclista danès que va competir durant les dècades de 1940 i 1950. Va combinar el ciclisme en pista amb la carretera. Com amateur va guanyar el Campionat del món en persecució el 1949 i va prendre part en els Jocs Olímpics d'Estiu de 1948 i 1952.

## Palmarès en ruta
- 1941
  -  Campió de Dinamarca amateur en ruta
- 1948
  -  Campió de Dinamarca amateur en ruta

## Palmarès en pista
- 1943
  -  Campió de Dinamarca amateur en persecució
- 1947
  -  Campió de Dinamarca amateur en persecució
- 1948
  -  Campió de Dinamarca amateur en persecució
- 1949
  -  Campió del món amateur en persecució
  -  Campió de Dinamarca amateur en persecució
- 1952
  -  Campió de Dinamarca amateur en persecució